# Cimaterol
Cimaterol je beta-adrenergički agonist.